# Henri Aristippe
Pour les articles homonymes, voir Aristippe.
Henri Aristippe (Henricus Aristippus en latin ; Enrico Aristippo en italien) est un clerc, un homme politique et un traducteur italien du XIIe siècle, reconnu pour ses traductions, en latin, de différents textes antiques grecs. Il joue un rôle important dans la renaissance du XIIe siècle. Il eut aussi un rôle politique auprès du roi Guillaume Ier de Sicile durant une révolte des cités du royaume de Sicile entre 1160 et 1162.

## Biographie
Henri Aristippe est né à Santa Severina, en Calabre, entre 1100 et 1120. Très peu d’informations sur sa jeunesse sont connues, notamment sur sa famille et son origine. En effet, les historiens ont longtemps considéré qu’il était d’origine grecque, et même athénienne, selon certains, ce qui est désormais largement remis en question. Cette confusion est due à son nom, Aristippe, qui serait d’origine grecque. Cependant, ce nom ne serait qu’un pseudonyme utilisé pour signer ses écrits, pour se rapprocher de la langue grecque qu’il traduisait tout en créant un lien avec le philosophe grec et disciple de Socrate, Aristippe de Cyrène. En réalité, il fut démontré par Minio-Paluello que les connaissances d’Henri Aristippe sur la langue grecque étaient limitées, rendant peu probable l’hypothèse d’une origine grecque ou grécophone.
La plus ancienne mention d’Henri Aristippe est, lorsqu’en 1156, il est choisi pour devenir le nouvel archidiacre de Catane, une ville italienne du royaume de Sicile marquant son entrée dans le monde religieux ainsi que politique.
Au printemps de la même année, Henri Aristippe sera présent dans le campement militaire du roi de Sicile Guillaume Ier lors de son siège de la ville de Bénévent où le pape, Adrien IV, s’était réfugié, car les deux étaient en conflit depuis le début du règne du roi. Ce siège se conclut par un accord entre le pape et Guillaume Ier et marque le début d’une alliance entre la papauté et le royaume de Sicile, connu sous le nom de traité de Bénévent. Henri Aristippe ne participa pas directement aux affrontements, mais c’est dans ce campement qu’il aurait débuté la traduction du Phédon de Platon.
En 1158, Henri Aristippe revient d’une mission diplomatique à Constantinople, dont la date de départ demeure inconnue. De cette mission commanditée par Guillaume Ier, Aristippe ramena de nombreux cadeaux venant de l’empereur byzantin Manuel Ier Comnène. Ces cadeaux étaient en majorités des œuvres antiques en langue grecque, la plus importante étant une copie de l’Almageste de Claude Ptolémée, un traité d’astronomie extrêmement important pour les connaissances sur ce domaine. Le voyage d’Henri Aristippe fut très important dans la diffusion de l’œuvre, car des traductions en latin de l’Almageste le mentionnent directement.
Deux ans plus tard, le 11 novembre 1160, Henri Aristippe est nommé chancelier, toujours sous le roi Guillaume Ier. Cependant, d’autres sources semblent mentionner qu’il fut aussi nommé ministre en chef par intérim. Ce qui demeure incontesté, cependant, est que l’homme obtient une place très importante et proche du roi. Aristippe obtient ce poste après un événement bien particulier. En effet, le 10 novembre 1160 l’émir et conseiller du roi Maion de Bari fut assassiné à la suite d’un complot de plusieurs nobles du royaume de Sicile trouvant que l’émir avait un trop grand pouvoir sur le roi. Henri Aristippe avait déjà été remarqué par Guillaume Ier pour ses compétences littéraires et fut donc choisi pour remplacer Maion à ses côtés.
Une des premières actions d’Henri Aristippe lorsqu’il devient conseiller du roi fut de chercher à convaincre Guillaume Ier d’être moins hostile envers Mathieu Bonnel, l’assassin de Maion. Il prouva au roi les machinations de Maion pour expliquer l’acte de Bonel et du complot des nobles pour assassiner l’émir. Ces machinations furent prouvées par la possession de quelques diadèmes royaux dans le trésor de l’émir. De cette démonstration, résultat l’arrestation du fils, du frère et du notaire de Maion pour chercher des preuves de la culpabilité de Maion, mais il ne put prouver l’innocence ni la culpabilité de Maion. Le trésor de Maion fut aussi confisqué après que son emplacement fut révélé par l’eunuque André, qu’il dévoila après avoir été torturé. Mathieu Bonnel, lui, ne sera pas exécuté pour son crime, mais il perdit sa place de "familiares", une position de visiteur régulier et familier du roi. Il dut aussi, lui et ses collaborateurs, rembourser une somme de 60 000 tarins, la monnaie du royaume de Sicile.
Au printemps 1161, plus précisément le 9 mars, selon l’historien contemporain Romuald de Salerne, une nouvelle révolte éclata dans la cité de Palerme. Celle-ci était dirigée par des bureaucrates et des hommes de la cour. Les révoltés capturèrent le roi et son ministre, Henri Aristippe, alors que les deux étaient en dehors du palais royal pour se rencontrer. Une fois les deux enfermés, les rebelles ont ensuite mis le palais à sac, s’emparant de nombreux trésors du roi. À cette période, il n’y a plus aucune mention d’Henri Aristippe aux côtés du roi pendant son enfermement. Guillaume Ier finira par être libéré par le peuple et il vainquit la révolte, rétablissant, ainsi, l’ordre dans son royaume. C’est à ce moment que Henri Aristippe réapparaît aux côtés du roi, mais ce dernier a perdu la confiance de Guillaume Ier. En effet, le roi commence à soupçonner Aristippe d’avoir participé à la révolte du 9 mars, car il aurait été libéré avant le roi. Guillaume ne lui pardonne pas non plus d'avoir enfermé chez lui quelques femmes du harem royal capturées lors de la prise du palais de Palerme par les barons rebelles lors de la révolte. Mais à cause de la popularité de Aristippe, Guillaume ne peut s'en défaire.
Au printemps de l’année suivant (1162), Henri Aristippe est arrêté sous ordre du roi alors qu’il rejoignait ce dernier dans les Pouilles pour vaincre les derniers rebelles. Aristippe fut enfermé et mourut en prison la même année.
Henri Aristippe était donc connu comme un homme savant et lettré qui a, au cours de sa vie, traduit de nombreuses œuvres grecques et participé au monde politique du royaume de Sicile. Il est notamment connu qu’Aristippe échangeait, de 1157 à 1162, avec un ami anglais par correspondance. Dans ces lettres, Henri Aristippe décrit la Sicile comme un endroit très riche intellectuellement, car de nombreux écrits et œuvres scientifiques anciennes s’y retrouvaient, permettant au traducteur d’étudier ce savoir. Aristippe était donc un homme curieux qui cherchait toujours à découvrir les savoirs antiques. Par exemple, le traducteur de l’Almageste avait trouvé Aristippe pendant qu’il explorait le volcan du Mont Etna, ce qui serait relié à son intérêt pour les Météorologiques d’Aristote.

## Œuvres
L’œuvre d’Henri Aristippe fut très importante dans le renouveau culturel du monde médiéval, la renaissance du XIIe siècle. Ses traductions de textes antiques grecs en latin ont circulé à travers toute l’Europe et ont grandement participé à la redécouverte des anciens savoirs grecs.
L’écriture d’Henri Aristippe se distingue des autres traducteurs par son vocabulaire extrêmement diversifié et la façon dont Aristippe traduit un seul mot grec par une grande variété de mots latins. Cette manière particulière d’écrire et de traduire rend les textes d’Aristippe facile à identifier, car cette utilisation d’un vocabulaire aussi diversifié est très peu répandue chez les traducteurs médiévaux des ouvrages de philosophies grecs.
Son œuvre la plus importante est sans aucun doute la traduction du Ménon et du Phédon en latin, deux œuvres de Platon relatant des dialogues de Socrate, le premier portant sur ce qu'est la vertu et le second relate ses dernières paroles. La traduction du Ménon aurait été effectuée entre 1154 et 1160, avant qu’Aristippe obtienne le poste de chancelier. La situation est similaire pour sa traduction du Phédon, qui aurait débuté en 1156.
Le roi Guillaume Ier aurait aussi demandé à Henri Aristippe de traduire des œuvres de Grégoire de Nazianze, un théologien et évêque de Constantinople du IVe siècle, dont la pensée fut très importante pour la chrétienté à travers le moyen-âge. Cependant, ces traductions n’ont jamais été retrouvées, il est donc impossible de savoir si elles ont été complétées.
Henri Aristippe aurait aussi été à l’origine d’une traduction du quatrième livre des Météorologiques d’Aristote, un ouvrage portant sur certains phénomènes naturels, comme le vent ou la foudre. Cette version des Météorologiques par Aristippe est la plus ancienne conservée encore aujourd’hui. Certains chercheurs ont avancé l’idée que la traduction de Guilllame de Moerbeke des Météorologiques, particulièrement celle du livre 4, serait une révision de la version d’Henri Aristippe. Cependant, d’autres chercheurs sont en désaccord avec cette idée et avancent plutôt que chacune de ces versions est indépendante de l’autre.
Une situation similaire s’est déroulée autour d’une traduction du traité De Generatione et Corruptione d’Aristote, un ouvrage, à la fois philosophique et scientifique du philosophe grec. En effet, une version de Guillaume de Moerbeke aurait longtemps été considérée comme étant une révision de la traduction d’Henri Aristippe. En revanche, dans le cas présent, l’auteur de la traduction originale, attribuée à Aristippe, est, en réalité, indéterminé, de même pour la version de Guillaume de Moerbeke dont on ne sait pas s’il s’agit réellement d’une révision d’une version antérieure ou plutôt d’une traduction indépendante.
D'autres oeuvres traduites par Henri Aristippe comprendraient, la Mécanique d'Horon de Syracuse et l'Optique d'Euclide.